# Hemerobius pacificus
Hemerobius pacificus is een insect uit de familie van de bruine gaasvliegen (Hemerobiidae), die tot de orde netvleugeligen (Neuroptera) behoort. 
Hemerobius pacificus is voor het eerst wetenschappelijk beschreven door Banks in 1897.